# الاستقلال (صحيفة)

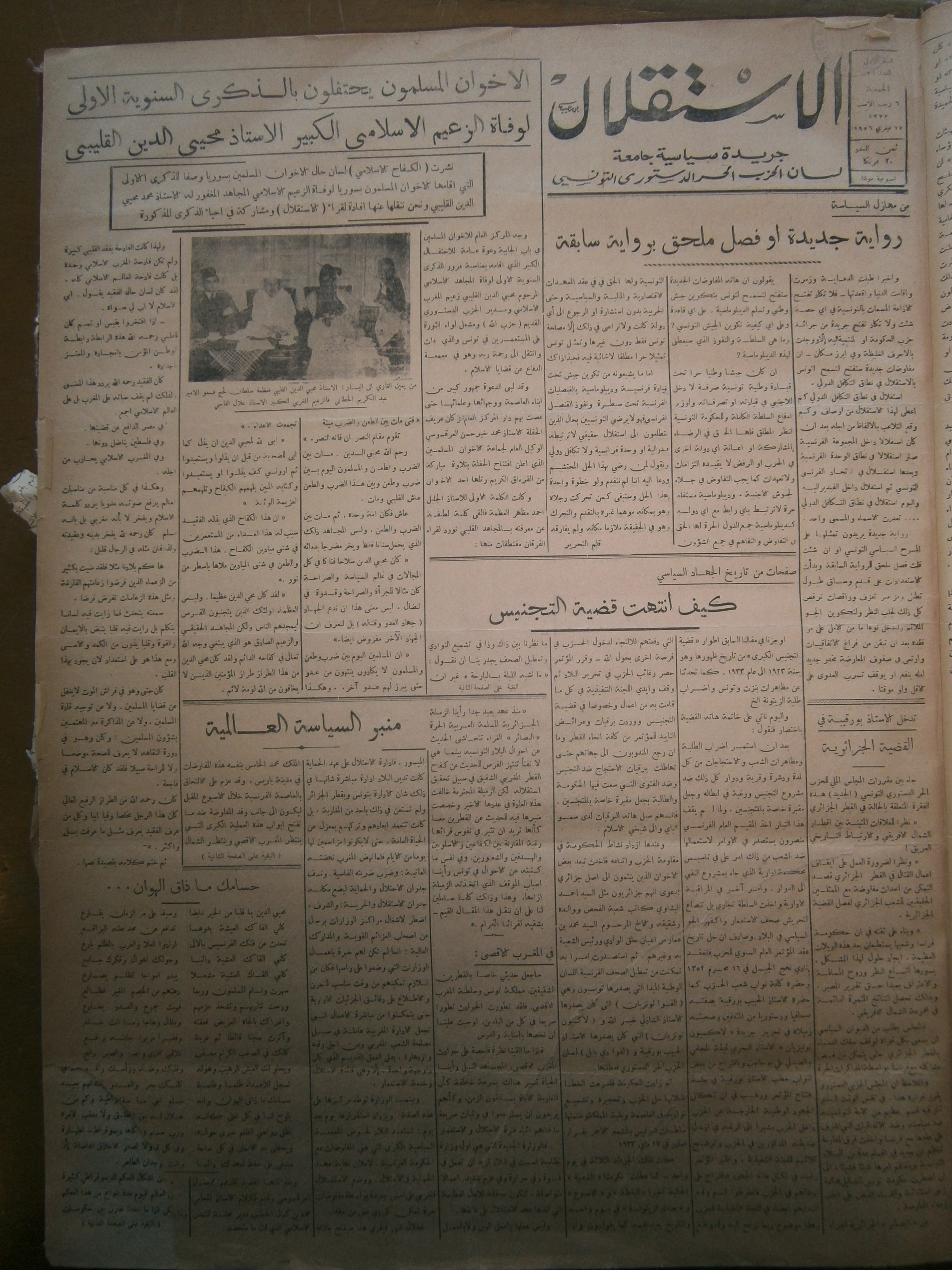
الصفحة الأولى من جريدة الاستقلال التونسية بتاريخ 17 فيفري 1956

الاستقلال، هي صحيفة تونسية أسبوعية سياسية جامعة صدرت فيما بين 1955 و1960، لسان حال الحزب الحر الدستوري التونسي.

## حياتها
تعتبر هذه الصحيفة استمرارا لصحيفة الإرادة التي أصدرها الحزب الحر الدستوري التونسي منذ سنة 1934 وتوقفت نهائيا سنة 1952. ثم أصدر صحيفة الاستقلال التي كانت تصدر كل يوم جمعة عن مطبعة الإرادة بتونس، وقد بدأ صدورها في 30 سبتمبر 1955 أي خلال فترة الاستقلال الداخلي لتونس، واستمرت في الصدور خلال السنوات الأولى من الاستقلال، وقد صدر آخر عدد منها في 22 أفريل 1960 لتتوقف نهائيا عن الصدور. وكان العدد الواحد منها يتكون من صفحتين من الحجم الكبير.

## إدارتها
مدير هذه الصحيفة وصاحب امتيازها هو محمد الحبيب غديرة، وكان يساهم فيها عدد من قياديي الحزب الحر الدستوري التونسي، وعلى رأسهم محمد المنصف المنستيري وصالح فرحات والصحبي فرحات...